# Сяо Вень-ді (Північна Вей)
Сяо Вень-ді (кит. трад.: 魏孝文帝; піньїнь: Xiaowendi; 13 жовтня 467 — 26 квітня 499) — 7-й імператор династії Північна Вей у 471—499 роках, реформатор, покровитель буддизму.

## Життєпис

### Регентство
Походив з монгольської династії Північна Вей. Син імператора Сянь Вень-ді. При народжені отримав ім'я Тоба Хун. У 469 році оголошується спадкоємцем трону. Того ж року його матір імператрицю Лі змусили накласти на себе руки, відповідно до традиції (щоб мати не впливала на майбутнього імператора). У 471 році Сянь Вень-ді зрікся трону Тоба Хуна, який прийняв ім'я Сяо Вень-ді. Втім владу зберіг саме батько нового імператора.
У 476 році за наказом імператриці-удовиці Фен (дружина покійного імператора Вень-чен-ді) отруєно Сянь-Вень-ді й стала регентшею при Сяо Вень-ді. Регентство імператриці відзначено репресіями проти прихильників Сянь Вень-ді, також родичів імператора по материнській лінії з роду Лі.
Суворість Фен і корупція її фаворитів спричинили невдоволення. У 481 році було піднято повстання у столиці імперії Пінчені, проте швидко придушено. В цій ситуації Фен вирішила розробити новий Кримінальний кодекс, щоб посилити покарання з одного боку, а з іншого — приборкати свавілля на місцях.
У зовнішній політиці імператриця Фен намагалася розширити вплив Північної Вей на південь, скориставшись заколотом Сяо Даочена проти династії Лю Сун у 479 році. Вона намагалася посадити на трон південної імперії принца Лю Чана, проте зазнала невдачі й у 481 році уклала мир з династією Південна Ці.
Починаючи з 483 року, імператор Сяо Вень-ді починає поступово перебирати владу на себе. Водночас починається процес покитайчення влади (одяг, звичаї, обряди). До 487 року фактична влада була вже в імператора. Формально регентство Фен припинилося із її смертю у 490 році.

## Володарювання
Із самого початку самостійного панування Сяо Вень-ді спрямував зусилля на завершення китаїзації держави — у 490 році офіційною мовою оголошено китайську, заборонено одяг, звичаї кочівників. У 495 році скасовано сяньбійську мову, запроваджено китайські прізвища. Імператор замінив прізвище свого роду Тоба на Юань (тепер його власне ім'я на Юань Хун).
Разом із запровадженням усього китайського були застосовані заходи з приборкання придворної аристократії. У 493 році почалася підготовка до перенесення столиці до Лояна, яке відбулося у 494 році. Завдяки імператорові розпочалася розбудова нової столиці.
У 496 році проведено адміністративну та соціальну реформи, згідно з якими вся аристократія поділена на 9 сяньбійських та 5 китайських кланів. Тепер призначення на посади відбувалося відповідно до належності до клану.
У зовнішній політиці Сяо Вень-ді намагався приборкати кочівників — вдалі війни із жужанами 490 року, тогонами 491 року. У 493 році здійснені заходи щодо розширення володінь на південь за рахунок Південної Ці, проти останньої тривала військова кампанія у 494—495 роках, проте невдало. В цей же час Сяо Вень-ді змушений був замиряти кочові племена на території сучасної Внутрішньої Монголії та Сіньцзяна, відмовившись від їх покитайчення. Вдалося втихомирити лише у 498 році. Того ж року вирушив проти Південної Ці, проте захворів у поході й помер 26 квітня 499 року.

## Культура
В релігійному плані підтримував буддистів. Багато сприяв розбудові їх храмів та монастирів. За правління Сяо Вень-ді було завершено зведення комплексу печер Юньган.

## Девізи правління
- Яньсін (延興) 471–476
- Ченмін (承明) 476
- Тайхе (太和) 477–499